# 一尺大街
一尺大街是位于中国北京市西城区南部的一条胡同，也是北京最短的胡同。1965年并入杨梅竹斜街。

## 简介
一尺大街位于桐梓胡同北口至樱桃胡同北口之间，长20多米。1931年陈宗蕃所著《燕都丛考》记载：“自杨梅竹斜街而西曰一尺大街，又西曰琉璃厂。”1965年北京市整顿地名时，将一尺大街并入杨梅竹斜街，成为杨梅竹斜街最西段。
1930年代，对“一尺大街”的记载称其路北三家是刻字店，路南三家是酒馆、铁匠铺、理发店。至今该胡同基本仍保持着南北各三家的格局。据当地居民回忆，其中路北的三家，在抗日战争期间日本占领北京时期是“华洋印刷局”，后来路北的东西两家改换字号，东侧为“龙华斋刻字”，西侧为“朱连疑刻字”；路南自西向东，分别是笔店、铁铺、铁脚扣店。
《北京志·出版志》记载，一尺大街上还曾设有“上海书店”。《北京志·饮食服务志》记载，1920年一尺大街上除了以上提到的“龙华斋”，还有一家“文奇斋”刻字店。当时从一尺大街西北的琉璃厂东街到东侧的杨梅竹斜街，开有许多刻字店。
21世纪初，此胡同路北的平房的房顶上加盖了简易房，形成两层小楼。该胡同南北六家中，有两家是居民住宅，三家是小餐馆，一家是“艺镌阁”刻字店。
2012年，大栅栏、琉璃厂建设指挥部负责人王志忠介绍称，西城区准备恢复一尺大街，并竖立标识介绍牌。2015年12月26日，北京市西城区大栅栏琉璃厂建设指挥部为“一尺大街”地标揭幕，并邀请周边居民来到地标旁边参加了立定跳远比赛，“一尺大街”地标镶嵌在原一尺大街东西两端的地面中央。根据测量，这段胡同现长25米。